# Via dei Calzaiuoli
Via dei Calzaiuoli è la via più centrale e tra le più note di Firenze, meta costante di un intenso traffico pedonale. La strada, lunga circa quattrocento metri, è priva di marciapiedi, visto che si trova oramai da moltissimi anni in zona pedonale e lungo i suoi lati si trovano molti negozi eleganti, per quanto la grande moda si sia da tempo spostata in via Tornabuoni.

## Storia
Fu ampliata una prima volta nel XV secolo, quando fu dedicata alle numerose botteghe di abbigliamento e calzature che vi avevano la sede. Collegamento naturale tra il potere religioso e quello politico (cioè tra piazza del Duomo e piazza della Signoria), prima di allora era divisa in piccoli segmenti più stretti, ai quali si erano alternati vari nomi: via dei Cacioli (venditori di formaggio), via de' Banderai, via dei Farsettai, via de' Bonaguisi (famiglia mercantile dei quali resta ancora il palazzo con stemma in angolo con via della Condotta), il corso dei Pittori o di San Bartolo (vedi sezione successiva), via dei Brigliai e il Corso degli Adimari (vedi sezioni successive).
A parte la presenza di due nomi di famiglie, tutti questi nomi sottolineano come fosse radicata la vocazione commerciale della strada. Tra le botteghe di artisti, qui avevano i loro laboratori Donatello e Michelozzo.
Nel Trecento sulla via sorsero due importanti chiese: Orsanmichele e San Carlo dei Lombardi, oltre a qualche altra chiesetta oggi scomparsa (come Santa Maria Nepotecosa). In particolare nelle nicchie di Orsanmichele si allineano (oggi in copia) alcune famose statue rinascimentali, ciascuna commissionata da un'Arte e dedicate ai rispettivi santi protettori. Le opere di grandi scultori come Donatello, Verrocchio, Lorenzo Ghiberti, Giambologna e Nanni di Banco oggi sono sostituite da copie.
In via dei Calzaiuoli si riunì anche la Compagnia dei Santi Antonio e Francesco dei Bicchierai e Vetrai. 

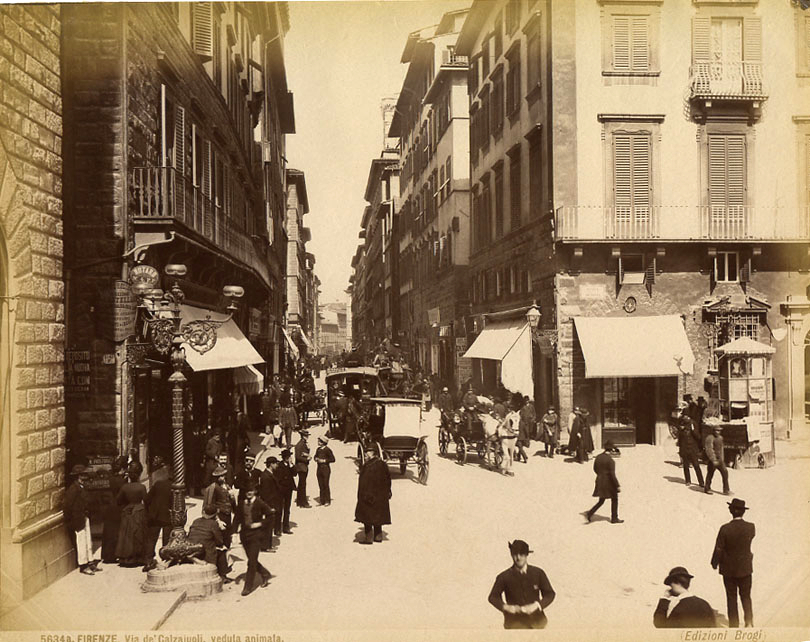
Via de' Calzaiuoli verso il 1870

Si iniziò a parlare di un nuovo allargamento a partire dall'inizio dell'Ottocento, con un primo progetto dell'architetto Giuseppe Del Rosso, incaricato di creare una nuova arteria commerciale in città. Il progetto rimase nel cassetto e nel 1826 venne avanzata una nuova ipotesi di costruire dei portici su entrambi i lati (su progetto dell'architetto Luigi de Cambray-Digny), ma essi non furono mai realizzati per problemi amministrativi legati agli espropri.
Era in via Calzaiuoli già dal 1834 il Bazar Bonajuti, primo vero bazar di Firenze, realizzato come enorme piazza al coperto su due piani, dove dal 1907 fino al 1988 era presente Duilio 48, famoso precursore dei grandi magazzini e ben conosciuto da tutti i vecchi fiorentini (oggi quegli stessi locali, ristrutturati e ammodernati, sono usati dalla rivendita Coin).
I progetti di ampliamento si succedettero a più riprese senza mai giungere all'attuazione fino al 1842 quando venne dato l'avvio ai lavori. Per arrivare ai 14 metri di larghezza attuali si dovette demolire e ridimensionare un gran numero di edifici, come una torre ben conservata proprio all'angolo con piazza Duomo. Non vennero realizzati i portici lasciando così la via ampia e ben disposta al traffico pedonale.

## Il Corso degli Adimari

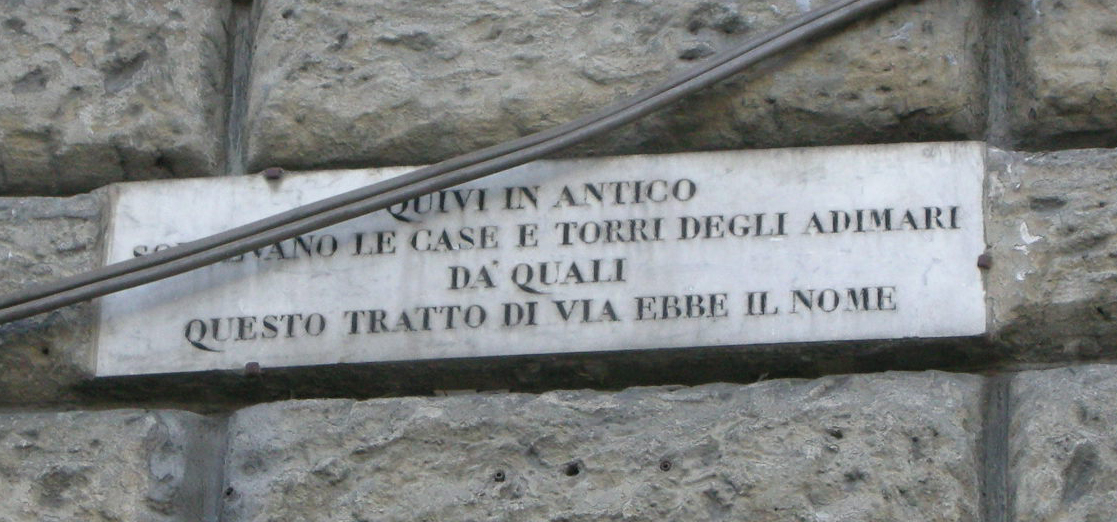
Targa che ricorda il "Corso degli Adimari"

Tutta la zona vicino a Piazza del Duomo era dunque il quartier generale degli Adimari; infatti questo tratto si chiamava Corso degli Adimari.
Ad un angolo tra via de' Calzaiuoli e via delle Oche si trovava una loggia familiare appartenente agli Adimari. Queste logge erano molto frequenti in città (oggi un esempio ben restaurato è la Loggia Rucellai in Via della Vigna Nuova) ed erano un motivo di orgoglio per le famiglie che le possedevano ed erano usate per ricorrenze, matrimoni, feste, affari pubblici e privati di rilievo, esibendo il proprio rango e talvolta con lo scopo di impressionare gli avversari e le "plebe". La loggia Adimari però era tristemente famosa come luogo di ozio di sfaccendati e perdigiorno tanto da essere nota come "Neghittosa" (dal latino neglectus, cioè svogliato, pigro). Questo angolo cittadino si chiama ancora "Canto alla Neghittosa", e vi si riuniva anche una delle potenze festeggianti, quella del "Re Piccinino alla Neghittosa".
Oltre alla già citata loggia, erano presenti una casa-torre, demolita nell'Ottocento, un tempo posta in angolo alla testata della via, accanto al palazzo della Venerabile Arciconfraternita della Misericordia; nell'autorimessa della Arciconfraternita esisteva una chiesetta dal nome di San Cristoforo degli Adimari, della quale restano solo gli stemmi di famiglia. Anche la chiesetta di Santa Maria Nepotecosa, all'angolo con l'attuale via del Corso era patronata dagli Adimari.
Al posto della Loggia del Bigallo esisteva invece un tempo la cosiddetta Torre del Guardamorto, sempre degli Adimari, che venne distrutta nel 1248 dopo la cacciata dei loro proprietari, poiché guelfi. Due sono le torri degli Adimari superstiti: una ad angolo con il vicolo degli Adimari, incorporata in un palazzo più tardo, e una, meglio conservata, all'angolo con via dei Tosinghi.

## Il Corso San Bartolo dei Pittori

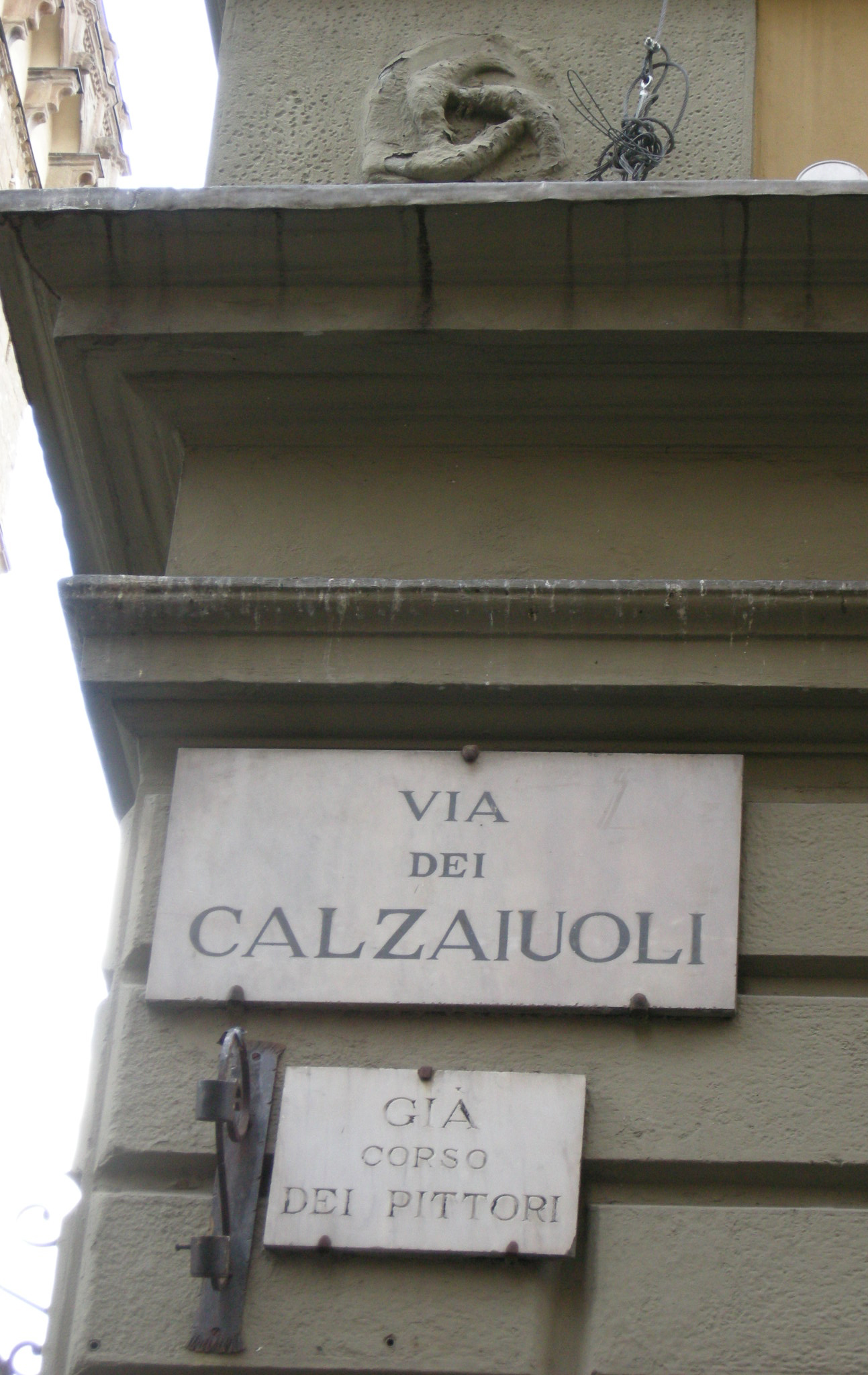
Lapide che ricorda il Corso dei Pittori

Il tratto di fra il Vicolo del Giglio e Orsanmichele, si chiamava Corso San Bartolo, o dei Pittori, perché molti artisti vi avevano le loro botteghe che servivano da studio e da galleria per l'esposizione delle opere d'arte.
Qui c'era la chiesa di San Bartolomeo, protettore dei pittori, che aveva un porticato di marmi policromi, di stile romanico-toscano ed era sotto il patronato dei Macci.
In questo corso aveva la sua bottega anche il celebre fabbro Niccolò Grosso detto il Caparra, che visse negli ultimi anni del Quattrocento e il cui nome era dovuto all'uso che questo artista aveva di chiedere l'acconto (o "caparra") per ogni lavoro che gli veniva commissionato. Il suo capolavoro sono le lanterne agli angoli di Palazzo Strozzi. Sulla sua bottega aveva un'insegna in ferro battuto e verniciato a vivi colori, rappresentante un mucchio di registri che bruciavano su un rogo, per far sapere che egli odiava le registrazioni. La sua maestria fu tale che Giorgio Vasari lo menzionò nelle sue Vite.
Di fronte al Corso San Bartolo dei Pittori c'è il vicolo dell'Onestà, che conduce nella piazzetta dei Tre Re, dove risiedeva il Magistrato dell'Onestà, incaricato di provvedere alla vigilanza dei costumi. Su questa piazzetta c'erano anche la loggia e la torre dei Macci, proprietari delle case fra la piazzetta e la via Calzaiuoli.

## Ultimo tratto
Il tratto tra via della Condotta e piazza della Signoria è l'unico ad aver mantenuto l'aspetto antico perché aveva la larghezza attuale fin dal 1383. L'edificio ai numeri 2-12 rosso è l'antico palazzo Bombicci, seguito, oltre via della Condotta, dal palazzo dei Buonaguisi, mentre sul lato opposto, numerato come piazza della Signoria 4a, si trova l'antico palazzo dell'Arte dei Mercatanti o di Calimala.
Oltre l'incrocio di via di Porta Rossa si trova il palazzo dei Cavalcanti, con un antico scudo, e attiguamente la sede della Compagnia di Orsanmichele o dei Laudesi, con la sigla OSM scolpita.

## Lapidi
Tutta la strada è ricca di targhe commemorative. Al numero 10 una targa ricorda il ritrovamento delle fondamenta della cerchia romana di mura avvenuto all'epoca dello sventramento della strada.
Al numero 11 rosso, sul palazzo dei Cavalcanti, si trova una targa dantesca che ricorda i versi dedicati a Guido in un passo dell'Inferno (X, 58-63).
Ai numeri 56-58 una targa ricorda la chiesa di San Bartolomeo, sconsacrata nel 1768 e poi demolita. Un'altra chiesa che ebbe sorte analoga, Santa Maria Nepotecosa, è ricordata al numero 72 rosso.
Al numero 83 rosso, sul muro di una casa, è presente lo stemma di Gualtieri VI di Brienne, l'odiato Duca di Atene che tiranneggiò la città tra il 1342 e il 1343. Fu posto da un suo sostenitore, Cerrettieri Visdomini, e una targa ricorda questa sua sciagurata scelta, indicando come "di mala ambizione tratto, le sue case in onta alla città oppressa, non impunemente contaminava".
Al 97 rosso un'altra targa ricorda il laboratorio di Donatello e Michelozzo, che lavorarono "come fratelli". Al 105 rosso una lapide rettangolare tramanda il ricordo del Corso degli Adimari e delle case della famiglia. Infine ai numeri 122-124 rosso si trova una grande lapide marmorea che ricorda l'ampliamento della strada tra il 1842 e il 1844 sotto Leopoldo II di Lorena.

## Altre immagini

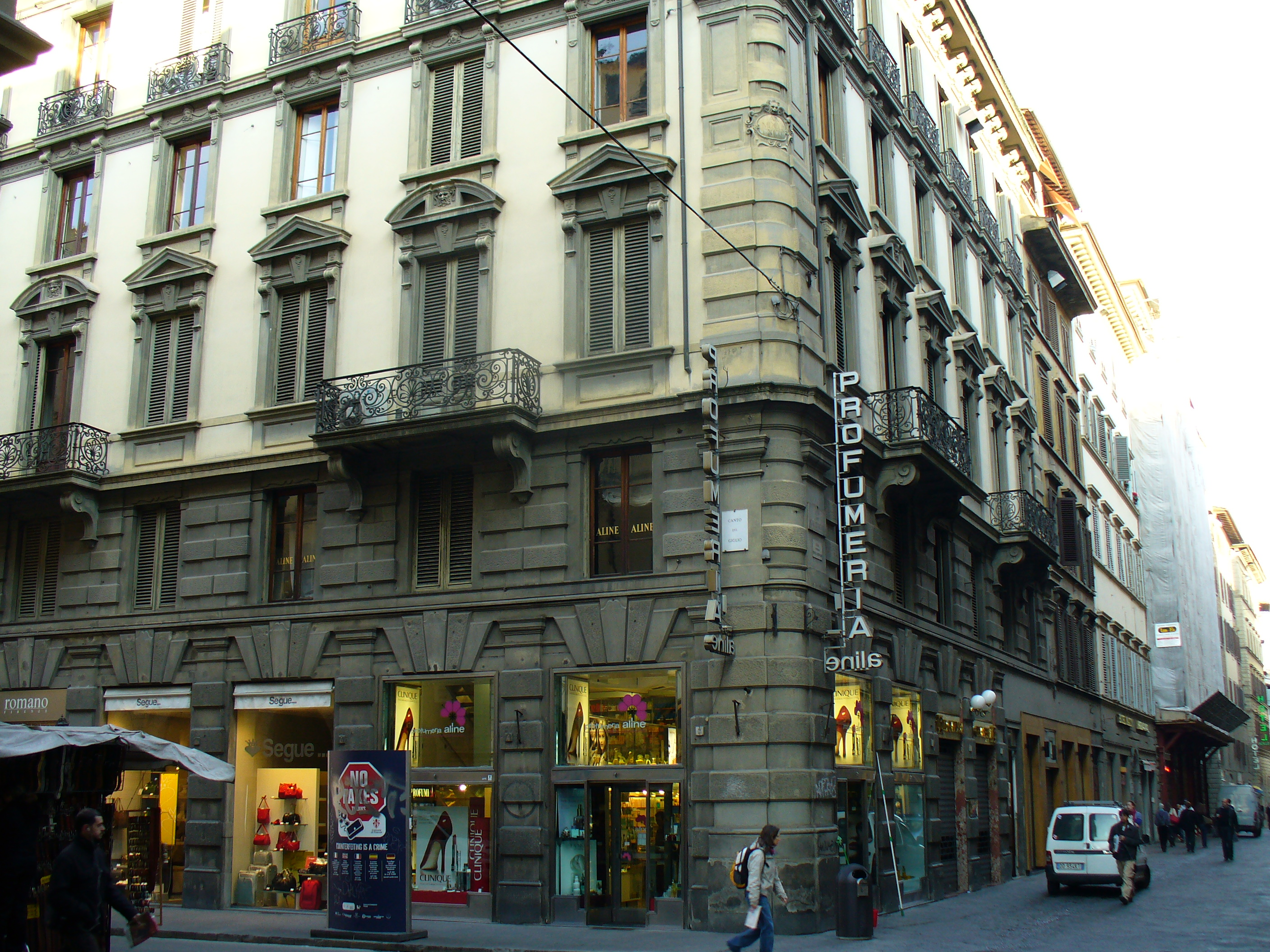
Angolo con via degli Speziali
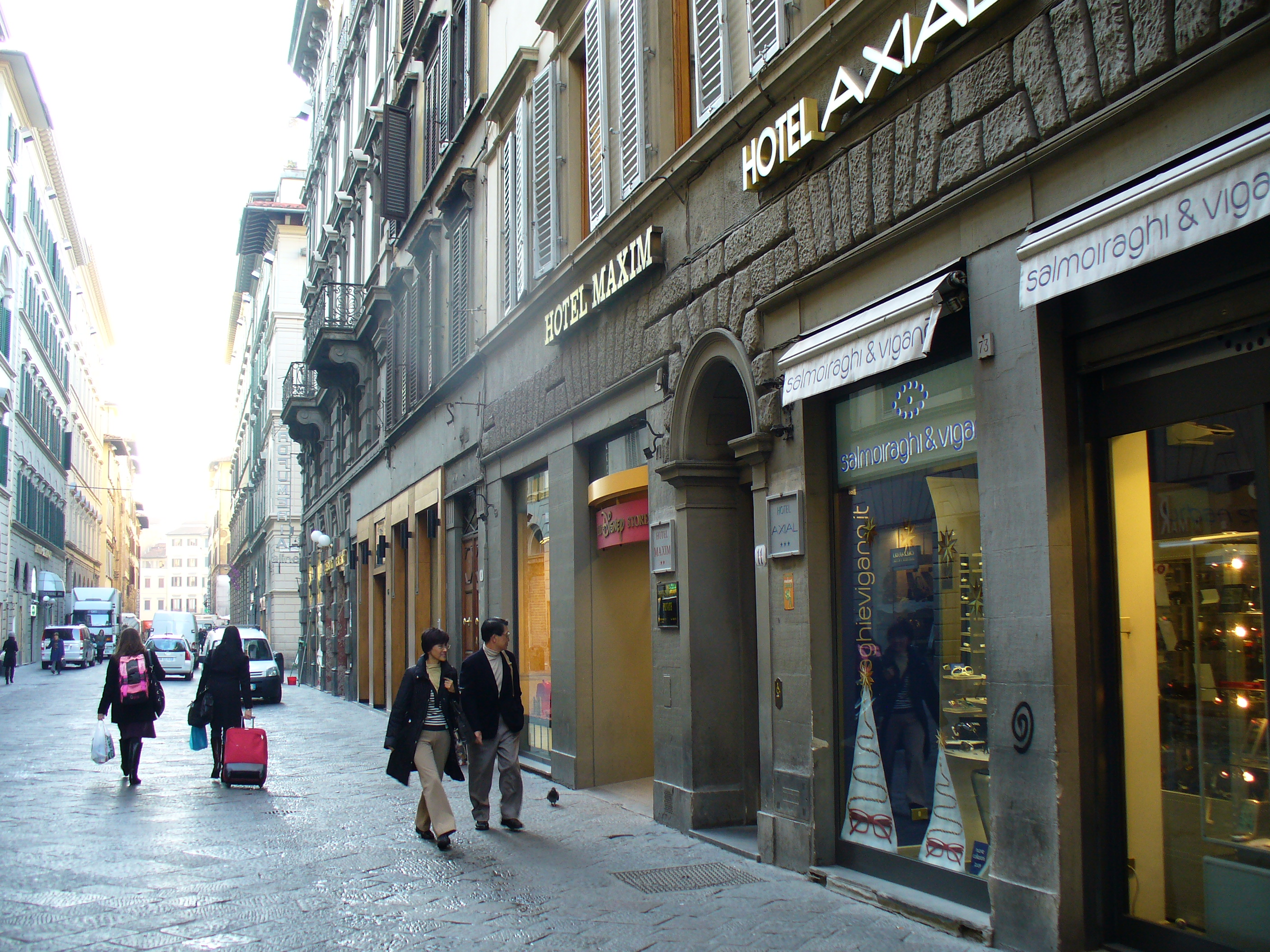
La via
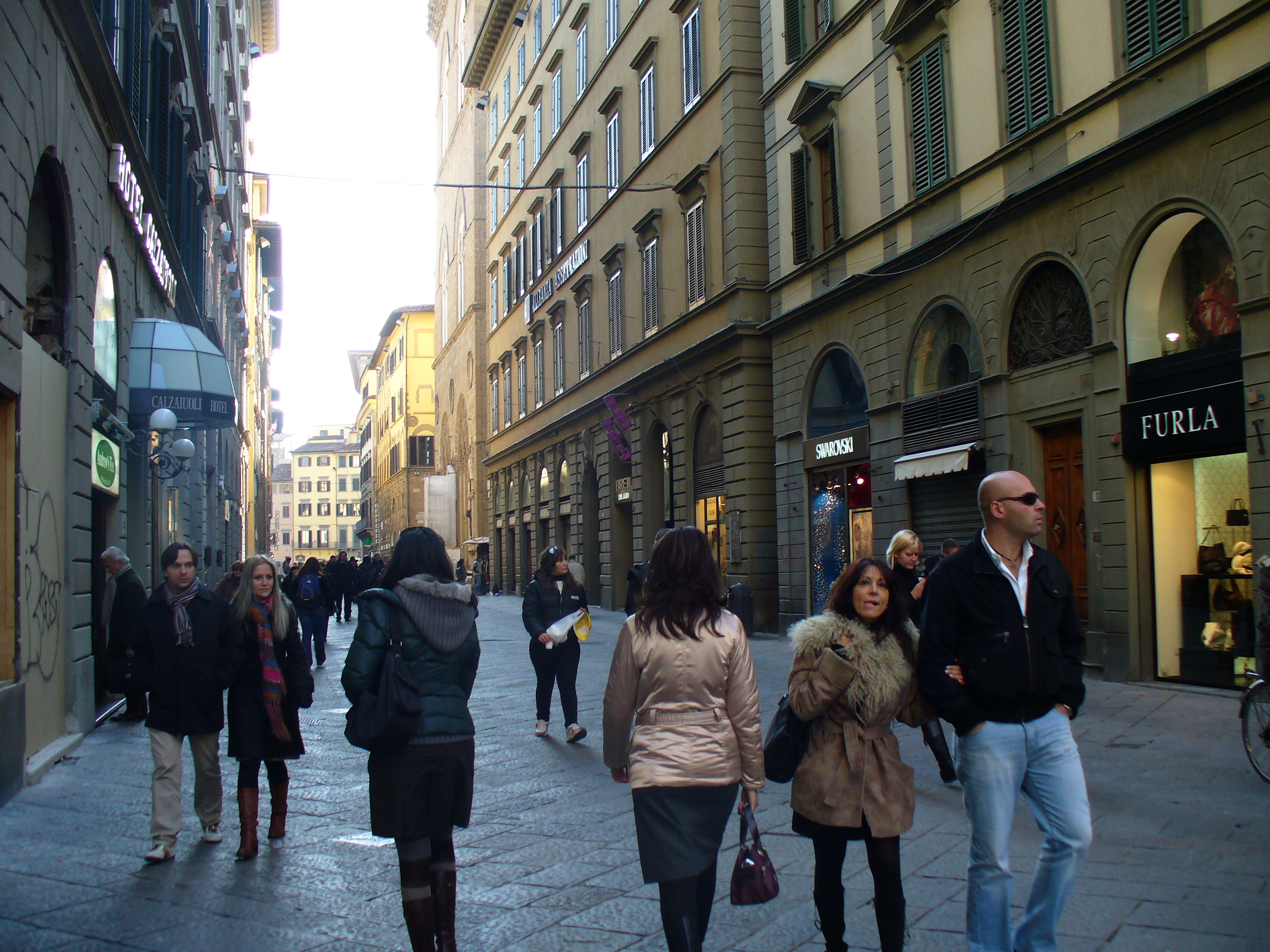
La via verso piazza della Signoria
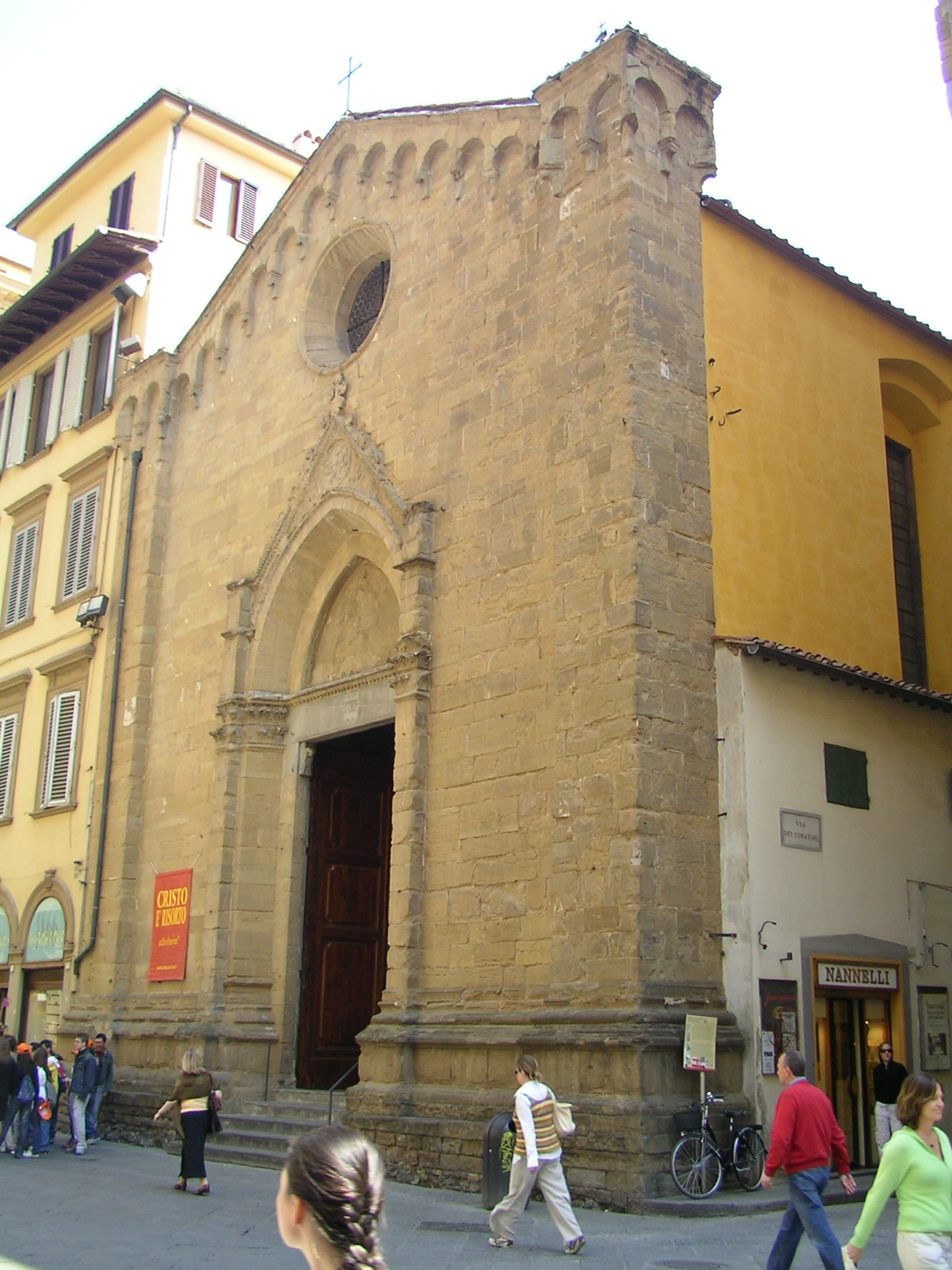
San Carlo dei Lombardi
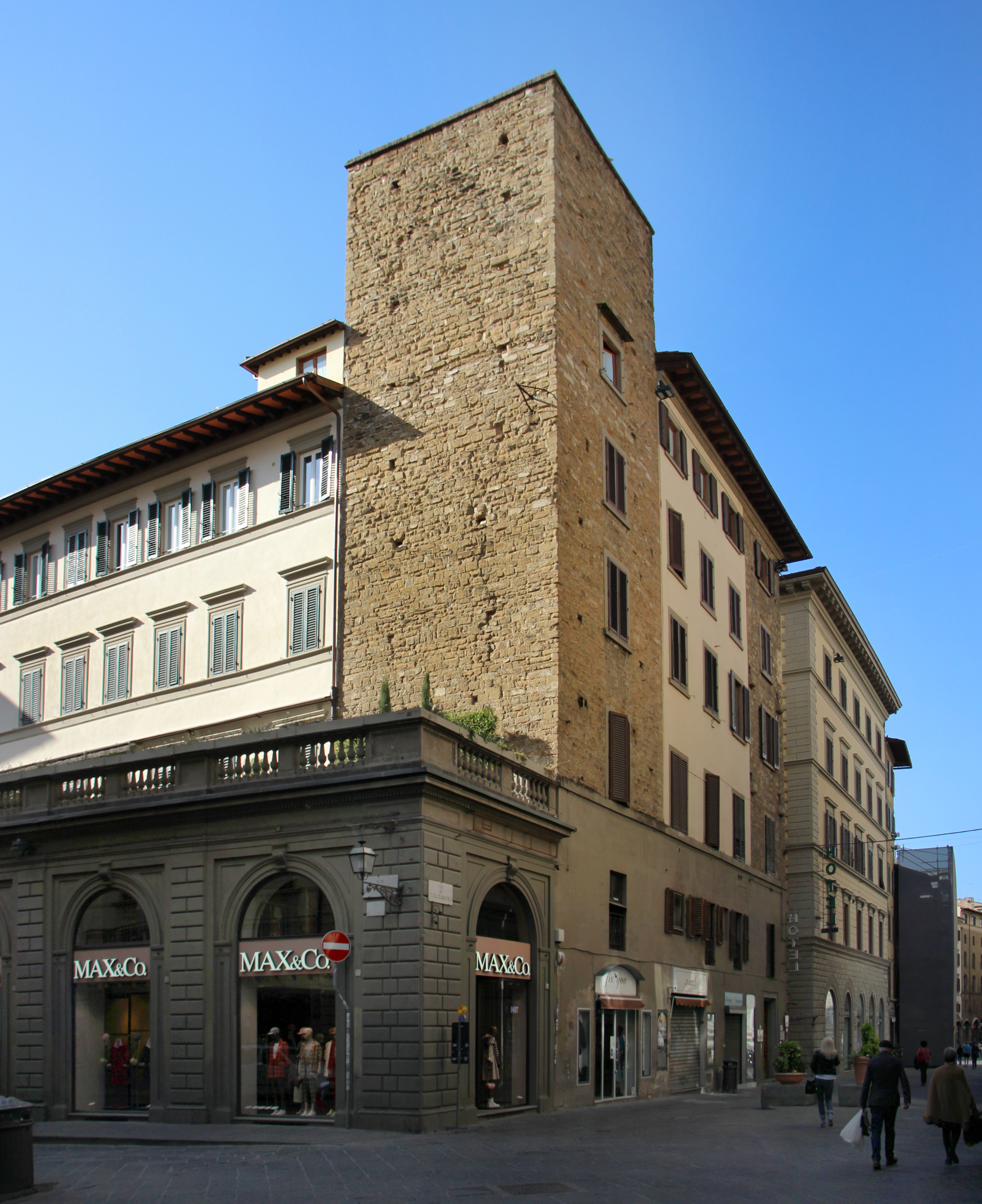
Torri degli Adimari superstiti
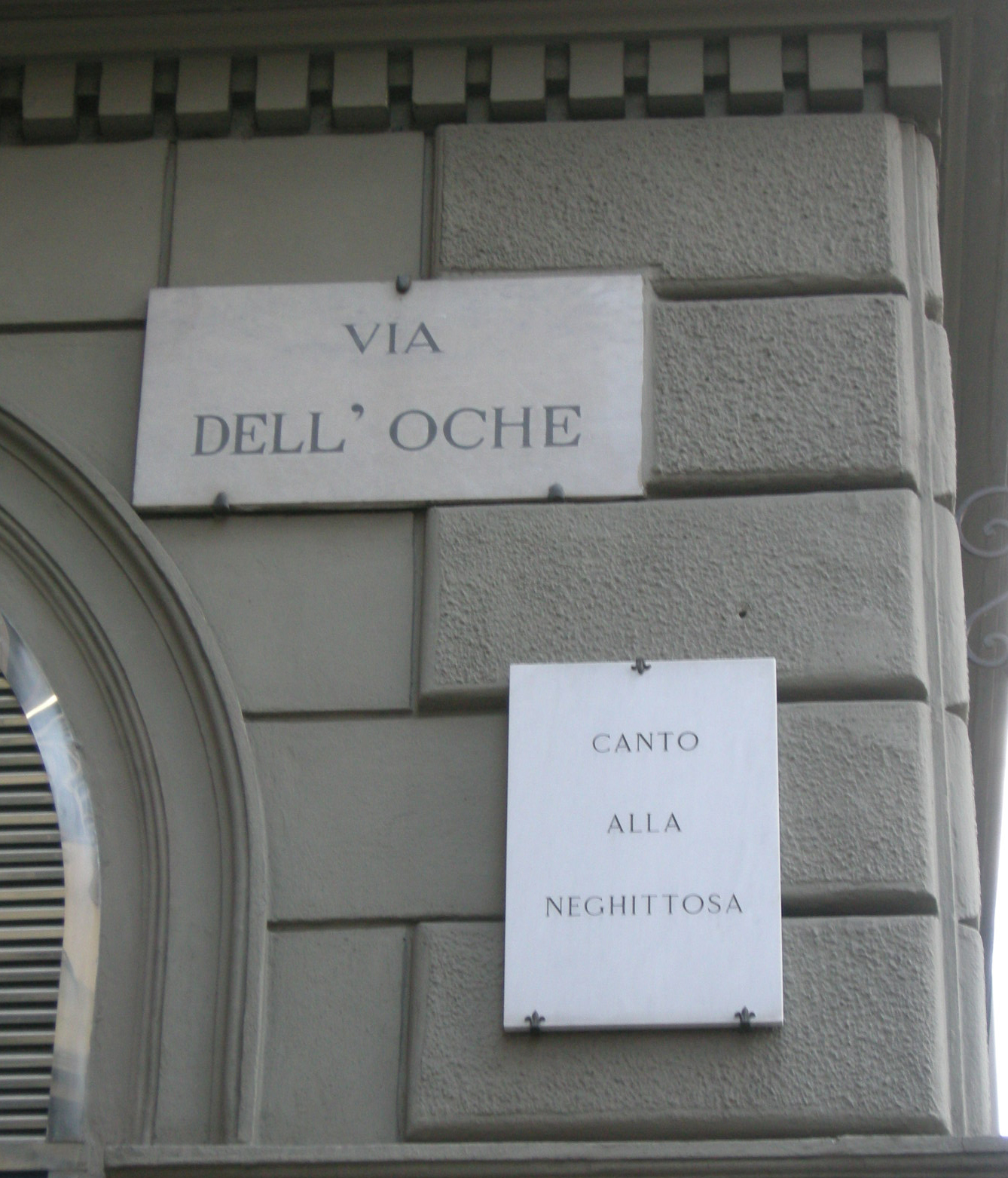
La targa che indica la Loggia alla Neghittosa
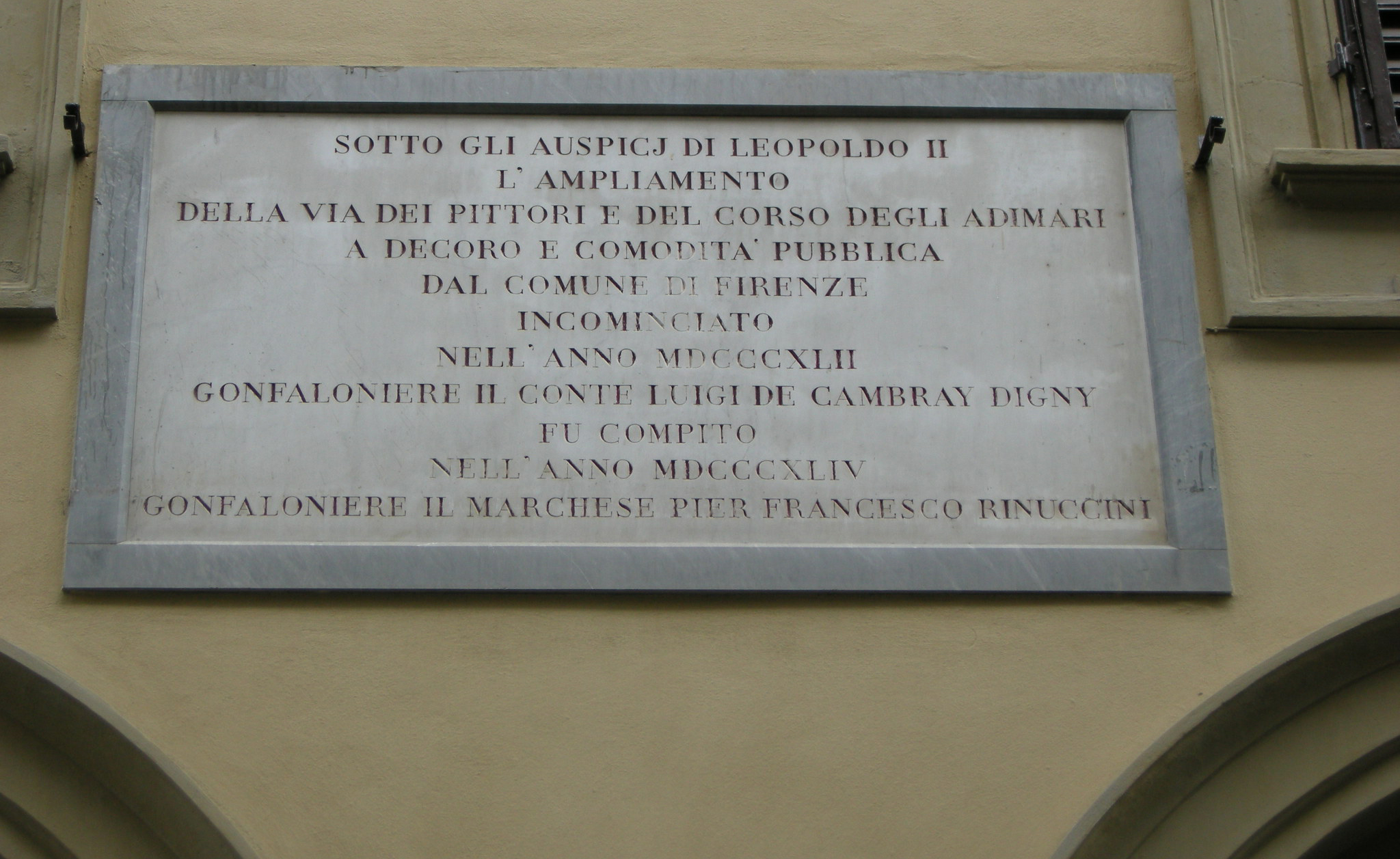
La targa dell'ampliamento del 1844
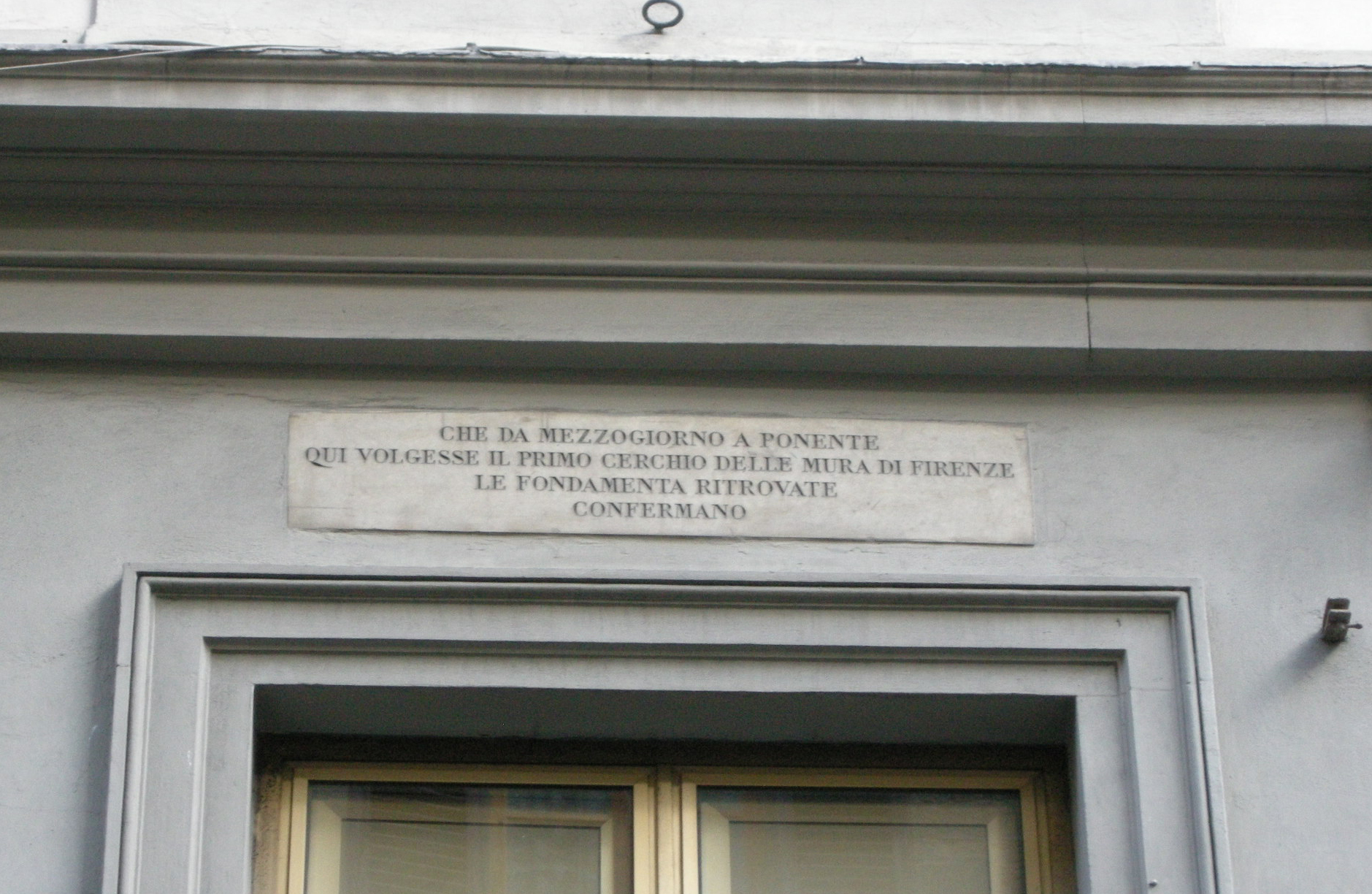
La targa delle mura romane
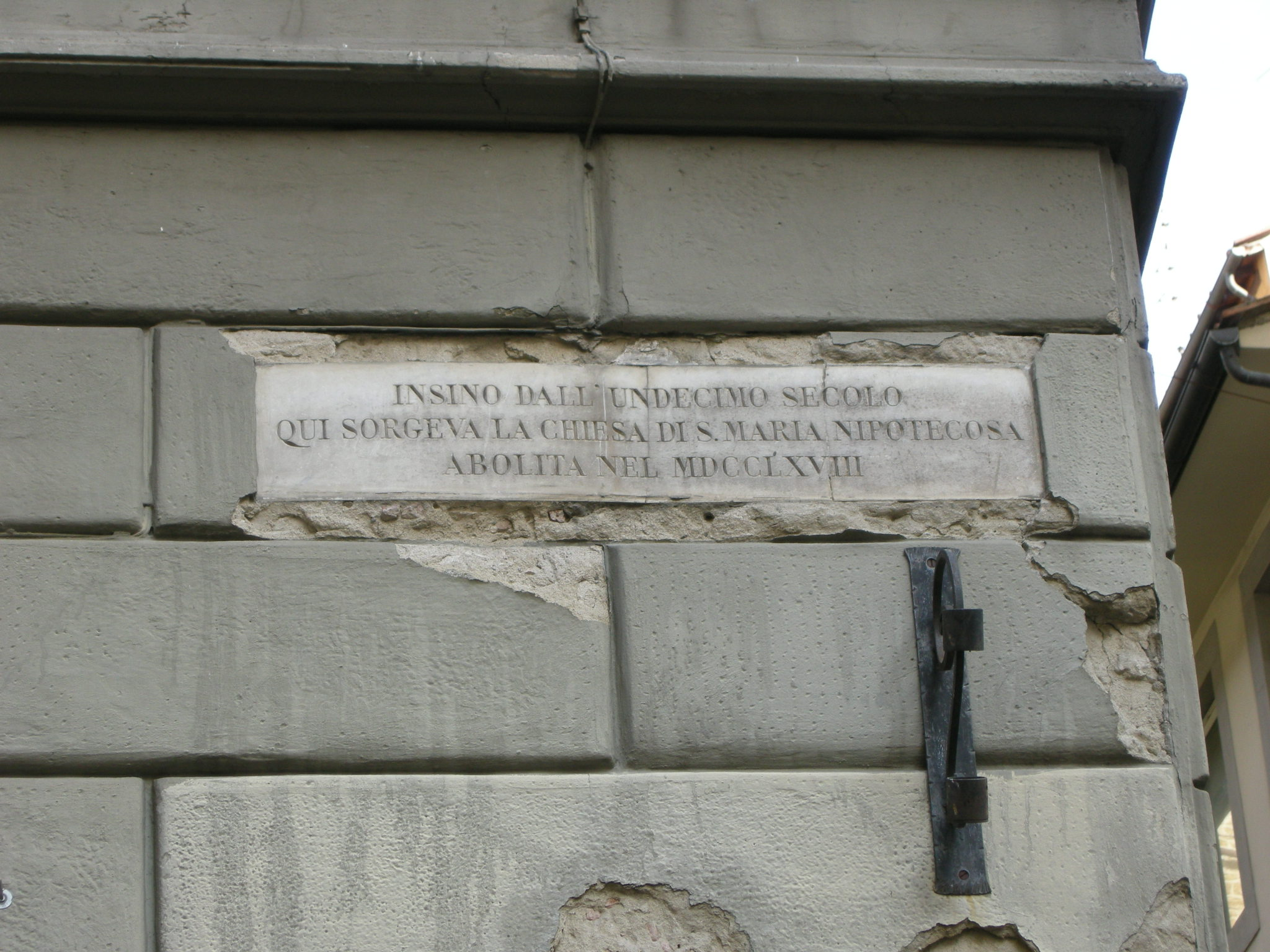
La targa di Santa Maria Nepotecosa
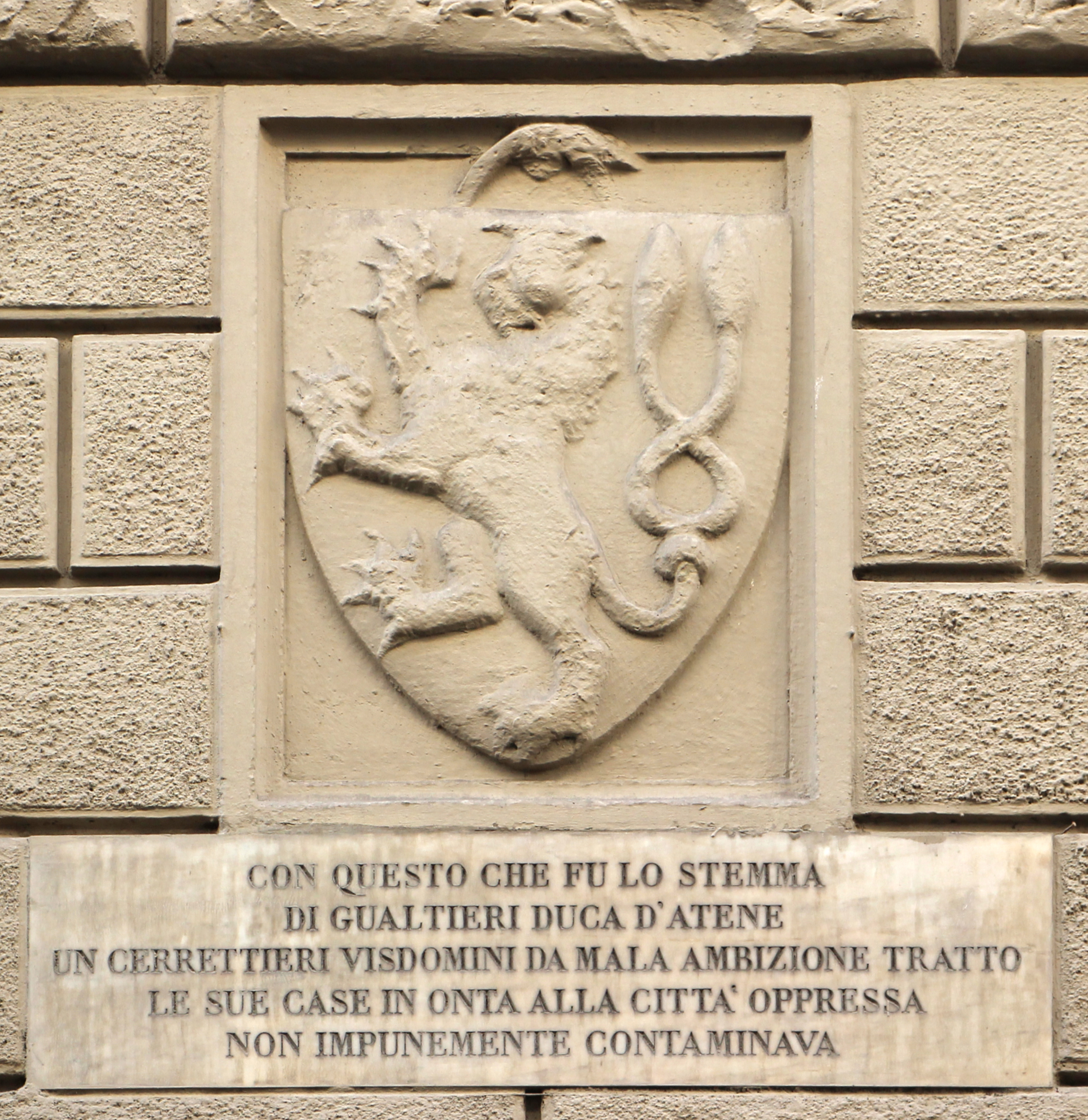
La targa del Duca di Atene
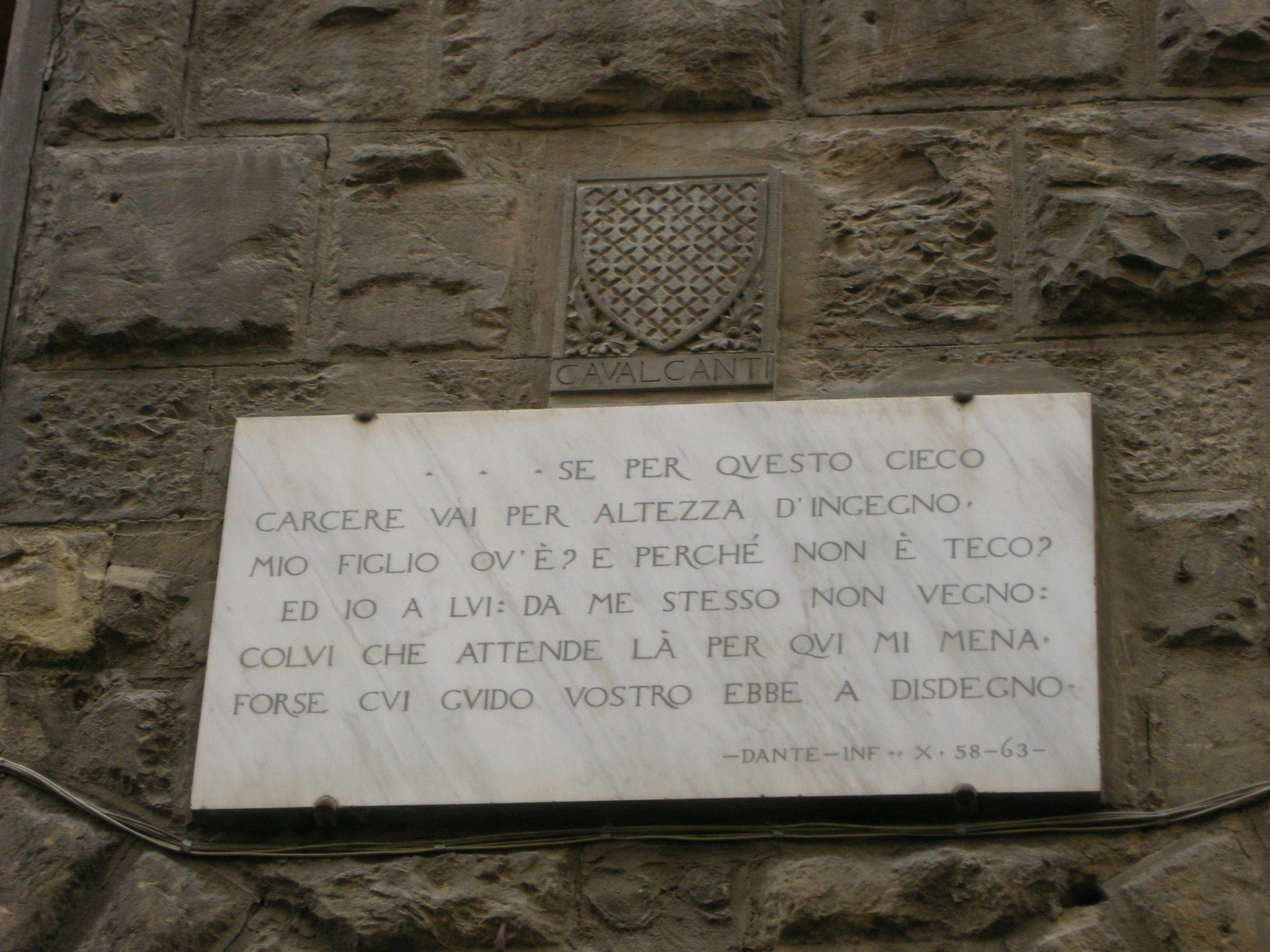
Targa dantesca su palazzo Cavalcanti